# الکساندر بولویویچ
الکساندر بولویویچ (انگلیسی: Aleksandar Boljević؛ زادهٔ ۱۲ دسامبر ۱۹۹۵) بازیکن فوتبال اهل مونته‌نگرو است.
از باشگاه‌هایی که در آن بازی کرده‌است می‌توان به باشگاه فوتبال استاندارد لیژ، باشگاه فوتبال اوپن، و باشگاه ورزشی بووران اشاره کرد.
وی همچنین در تیم‌های ملی فوتبال زیر ۲۱ سال مونته‌نگرو و مونته‌نگرو بازی کرده‌است.